# Slag om Pampus
Slag om Pampus was een Nederlands televisieprogramma dat in 2008 werd uitgezonden door de publieke omroep NCRV. Het programma had tot doel middels reality-tv nieuwe fortwachters voor het eiland Pampus te selecteren.

## Voorgeschiedenis
Toenmalige fortwachters Nanette Elfring en Eric Creemers verruilden eind 2007 na elf jaar het forteiland Pampus voor het vasteland en zochten naar opvolgers. In samenwerking tussen de NCRV en Stichting Pampus werd hier een ludieke draai aan gegeven door er een reality-spelprogramma van te maken waarin de nieuwe fortwachters getest en geselecteerd zouden worden. Het wonen en werken op Pampus hield namelijk in dat men verantwoordelijk was voor het eiland, waar alles draaiende gehouden moest worden terwijl er jaarlijks 35.000 tot 40.000 bezoekers ontvangen werden: gedurende de acht maanden per jaar dat het eiland open was voor publiek werden er veel feesten en partijen gehouden.
De nieuw te selecteren fortwachters moesten van alle markten thuis zijn. De zoektocht naar een geschikt stel werd daarom middels het programma De slag om Pampus opgezet. In september 2007 begonnen de opnames en waren er zeventig kandidaat-koppels erop afgekomen.
Gedurende de opnamen namen Elfring en Creemers langzaamaan afscheid van het eiland. Ze verhuisden naar een woonark in de buurt van Hoogmade. Elfring bleef nog actief als directeur van de stichting Pampus en Creemers werd directeur van het nautisch kwartier in Huizen. De voormalige fortwachters hadden een aardige nalatenschap: in de elf jaren dat ze er woonden hebben ze een bezoekerscentrum gebouwd, is de woning gerenoveerd en heeft het fort, dat dateert van 1895 en onderdeel is van de Stelling van Amsterdam, restauratiewerkzaamheden ondergaan.

## Format van de serie
Zeven koppels zouden de strijd aanbinden met als inzet een nieuwe baan en een woon-werkplek op het forteiland Pampus.
De winnende koppel zou een belangrijke rol gaan spelen in het beheer en behoud van het forteiland, dus daar zouden alle kandidaten op getest worden. De vereisten waren leiderschap, stressbestendigheid, managementkwaliteiten, financieel inzicht, vaarbewijs, EHBO-diploma, verstand van flora en fauna, en bouwkundig inzicht.
In opdrachten die werkelijke situaties simuleerden, werden de koppels getest op hun kwaliteiten. Hierbij zou van de zeven koppels die de strijd aangingen er elke week een koppel afvallen.
De beoordeling gebeurde onder verantwoordelijkheid van de Stichting Pampus, met medewerking van psycholoog Bas Kok. Met behulp van de assessment-methode testte Kok de sollicitanten op hun geschiktheid als fortwachter. "De taal van gedrag is veel informatiever dan de taal van woorden”, aldus Kok. "Door de stellen in proefsituaties te plaatsen, moeten ze laten zien dat ze tegen de functie opgewassen zijn.”

## Overzicht van alle afleveringen
| Afl.     | Samenvatting |
| -------- | --- |
| 1 (18/1) | De oude fortwachters en het fort van Pampus werden gepresenteerd. De zeven kandidaat-fortwachter koppels werden geselecteerd uit een groot aantal ambitieuze jonge mensen. De zeven kandidaat-fortwachterkoppels die doorgingen waren: Maartje en Kris, Irma en Serge, Pleun en Jorrit, Eke en Jeroen, Martine en Gert, Ineke en Pim en Cor en Monique. In deze aflevering werd vervolgens de eerste test gedaan middels het redden van een drenkeling onder simulatieomstandigheden (de drenkeling werd gespeeld door een trainingsacteur).                     |
| 2 (25/1) | Test: Brandoefening Afvallers: Ineke en Pim |
| 3 (1/2)  | Ongewenste gasten op het eiland zorgen voor de nodige verbale en fysieke opschudding. De vraag is hoe de deelnemers dit probleem onder controle krijgen. Tevens doet zich een ernstig incident voor en moet er onder hoge tijdsdruk een landingsbaan vrijgemaakt worden voor een watervliegtuig. Afvallers: Eke en Jeroen |
| 4 (8/2)  | Afvallers: Irma en Serge |
| 5 (15/2) | Afvallers: Martine en Gert |
| 6 (22/2) | Afvallers: Cor en Monique. |
| 7 (29/2) | De finale, verspreid over de laatste twee afleveringen, ging tussen Pleun en Jorrit enerzijds en Maartje en Kris anderzijds. In deze aflevering is de opdracht: een slecht-nieuws-gesprek met de 'Iron Lady', een ontevreden commerciële klant. Ook wordt de stressbestendigheid en het navigatiegevoel van de kandidaten getest: Na een avondje stappen aan wal wordt een van de partners in een motorboot zonder benzine, midden op het pikdonkere IJsselmeer gedropt. Aan de partner de taak zijn of haar geliefde te vinden in de zwarte nacht op het water. |
| 8 (7/3)  | Winnaars: Maartje Terwindt en Kris van de Voorde winnen de slag |

## Recensies
Omdat het programma te weinig kijkers trok (400.000 kijkers voor de eerste aflevering, 350.000 kijkers voor de tweede) werd het na twee afleveringen van primetime naar een later tijdstip verplaatst.

## Varia
- Slag om Pampus toont gelijkenis met het spelprogramma Fort Boyard.
- Maartje Terwindt en Kris van de Voorde zijn zes jaar fortwachter gebleven, waarna ze het eiland verlieten.[14] Anno 2017 waren op het eiland fortwachters op afroep in dienst.[15]